# Sphenomorphus leptofasciatus
Sphenomorphus leptofasciatus — вид сцинкоподібних ящірок родини сцинкових (Scincidae). Ендемік Папуа Нової Гвінеї.

## Поширення і екологія
Sphenomorphus leptofasciatus мешкають в горах Бісмарка на сході Нової Гвінеї. Вони живуть у вологих гірських тропічних лісах та в садах, на висоті від 1000 до 2134 м над рівнем моря. Живляться комахами. Живородні, народжують 1-6 дитинчат.